# بنية جزيئية هرمية مربعة

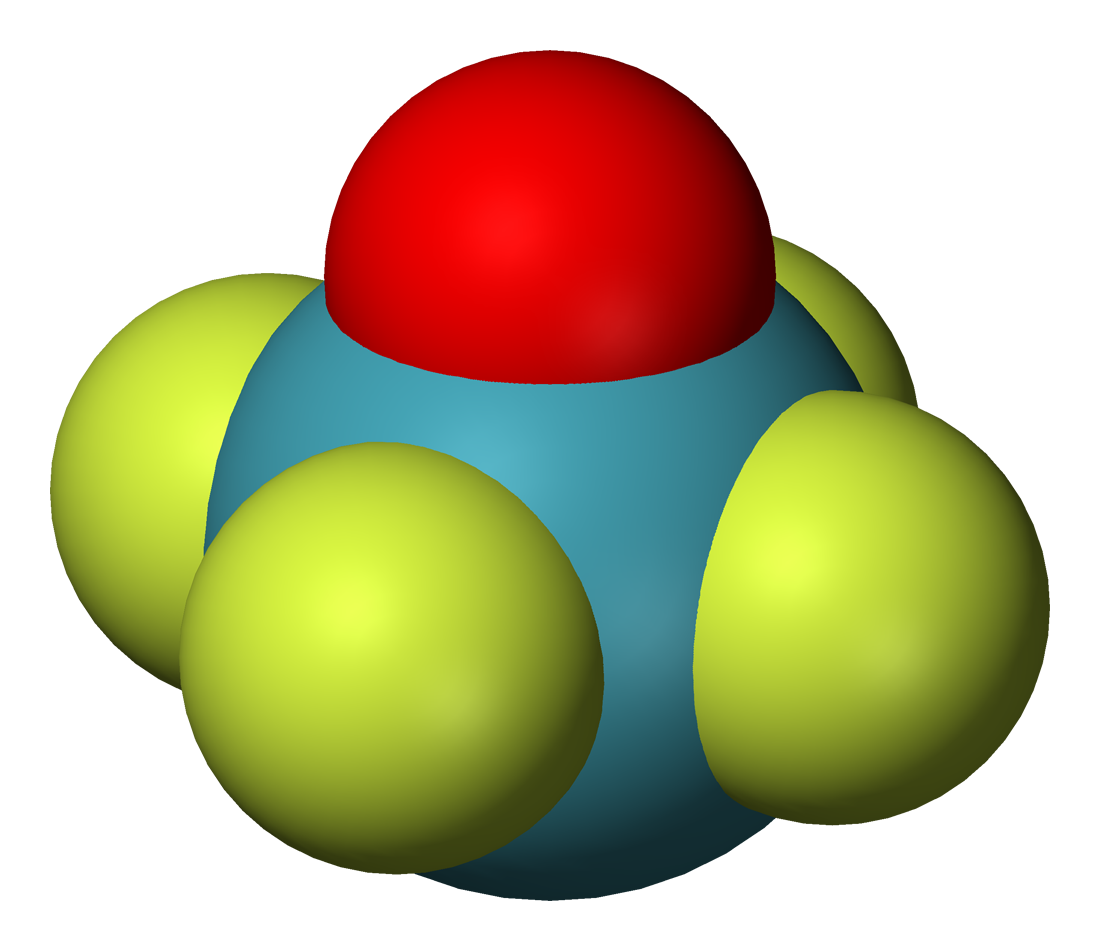
بنية فراغية لمركب أوكسي رباعي فلوريد الزينون، وهو مثال على جزيء ذي بنية جزيئية هرمية مربعة.

البنية الجزيئية الهرمية المربعة في الكيمياء هي بنية جزيئية لمركبات لها ترتيب فراغي يتكون من هرم ذي قاعدة مربعة؛ لتلك المركبات ذات البنية الجزيئية الهرمية المربعة زمرة تناظر من النمط C4v. تتبع تلك المركبات الصيغة العامة ML5، حيث يمثل M فلز وحرف L ربيطة؛ ويكثر هذا النوع من الترتيب الفراغي في مركبات عناصر المجموعات الرئيسية الحاوية على زوج إلكتروني غير رابط كما هو موصوف في نظرية فسيبر.

## أمثلة
من الأمثلة على بعض المركبات التي تتبع بنيتها الجزيئية النمط الهرمي المربع كل من أوكسي رباعي فلوريد الزينون XeOF4؛ بالإضافة إلى خماسي فلوريدات الهالوجينات من النمط XF5، حيث تمثل X هنا إما ذرة كلور أو بروم أو يود.